# アップルトゥアップル
アップルトゥアップル（Apples to Apples）は、アメリカのカードゲーム。厳しく勝敗を求めるのではなく、プレイ過程を全員で楽しむことを主体とした、パーティーゲームのひとつ。1999年発売。日本語版も発売され、人気作品となっている。
- 発売は アウトオブザボックス社 (Out of the Box)。日本語版は、ビバリー社から発売。
- 作者は、Matthew Kirby, Mark Alan Osterhaus。
- プレイ人数は、4～10人。プレイ時間は、20分。対象年齢、12歳以上。

- 2003年度・日本ボードゲーム大賞「国産ゲーム部門」受賞。
- 2003年度・ゲームマーケット大賞（シュピレッタ賞）受賞。

## ゲームの概要
青りんごカードには形容詞句、赤りんごカードには名詞が書かれている。各プレイヤーは赤りんごカードを7枚ずつ手札として持つ。
親が山から青りんごカードを1枚オープンし、読み上げる。子はそのカードの形容詞に最もふさわしいと思われる赤りんごカードを伏せて出す。親は子全員が出した赤リンゴカードを集めシャッフルし、順に読み上げる。親は、その中から自分のセンスで最もふさわしいと思うカードを1枚選ぶ。選ばれたカードを出したプレイヤーが得点となり、青りんごカードを得ることができる。使った赤りんごカードは捨てられ、各人、山から補充する。親を順に交代し、これを繰り返す。青りんごカード（得点）が規定枚数に達したプレイヤーの勝ち。

## ゲームの特徴
親が選択するカードは任意であるので、選ばれるためには親の好みやその場の「ノリ」を考えなければいけない。「おそろしい」に対して親が選ぶのは「夜」かもしれないし「飛行機」かもしれない。「私の妻」かもしれない。生真面目に「正解」を探すプレイより、参加者全体の楽しさを求めるような遊び方がふさわしい。（何回か遊んだことのある人たちでは、親が選ぶカードを「適切なカード」ではなく「面白いカード」などの条件でプレイされることもある）
日本での知名度が低い固有名詞（人名・地名）の書かれた赤りんごカードは、オリジナルの英語版にはあるが日本語版にはないものがある。（日本語版にしかない赤りんごカードが代わりにある）
英語版にはシリーズ商品として、子供用や拡張セットが存在する。